# Ткачук Ігор Дмитрович
Ігор Дмитрович Ткачук — український військовик, капітан.

## Нагороди
- Орден Богдана Хмельницького III ступеня (4.08.2017)[1]